# جون هاري وليامز
جون هاري وليامز هو فيزيائي كندي، ولد في 7 يوليو 1908، وتوفي في 18 أبريل 1966 بسبب ذات الرئة.